# Manastirica, Petrovac
Manastirica (izvirno srbsko Манастирица) je naselje v Srbiji, ki upravno spada pod Občino Petrovac na Mlavi; slednja pa je del Braničevskega upravnega okraja.

## Demografija
V naselju živi 613 polnoletnih prebivalcev, pri čemer je njihova povprečna starost 44,2 let (43,2 pri moških in 45,0 pri ženskah). Naselje ima 241 gospodinjstev, pri čemer je povprečno število članov na gospodinjstvo 3,10.
To naselje je v glavnem vlaško (glede na popis iz leta 2002).
|  |

| Demografija | Demografija     | Demografija     |
| Leto        | Št. prebivalcev | Št. prebivalcev |
| ----------- | --------------- | --------------- |
|             |                 |                 |
|             |                 |                 |
|             |                 |                 |
|             |                 |                 |
| 1948        | 1583            |                 |
| 1953        | 1545            |                 |
| 1961        | 1455            |                 |
| 1971        | 1326            |                 |
| 1981        | 1246            |                 |
| 1991        | 1122            | 893             |
| 2002        | 1053            | 748             |
|             |                 |                 |

| Etnična sestava po popisu iz leta 2002 | Etnična sestava po popisu iz leta 2002 | Etnična sestava po popisu iz leta 2002 | Etnična sestava po popisu iz leta 2002 | Etnična sestava po popisu iz leta 2002 |
| -------------------------------------- | -------------------------------------- | -------------------------------------- | -------------------------------------- | -------------------------------------- |
| Vlahi                                  | Vlahi                                  |                                        | 516                                    | 68,98%                                 |
| Srbi                                   | Srbi                                   |                                        | 154                                    | 20,58%                                 |
| Romuni                                 | Romuni                                 |                                        | 23                                     | 3,07%                                  |
| Jugoslovani                            | Jugoslovani                            |                                        | 6                                      | 0,80%                                  |
| Makedonci                              | Makedonci                              |                                        | 3                                      | 0,40%                                  |
| Madžari                                | Madžari                                |                                        | 1                                      | 0,13%                                  |
| Neznano                                | Neznano                                |                                        | 12                                     | 1,60%                                  |